# Coll Mercer
El Coll Mercer, sovint grafiat Marcer, és un coll situat a 2.012,2 m alt d'un contrafort nord-occidental del Cim de Coma Morera, de la carena axial dels Pirineus, dins del terme comunal de Palau de Cerdanya, de l'Alta Cerdanya, a la Catalunya del Nord.
Està situat al sud-oest del terme de Palau de Cerdanya, en un contrafort, al nord-oest del Cim de Coma Morera, ja bastant allunyat del cim. És al Ras de la Basseta, molt a prop del límit, comunal i estatal, amb el terme d'Alp, de la Baixa Cerdanya.
El Coll Mercer és un dels indrets de pas habituals en les rutes excursionistes o de Bicicleta Tot Terreny dels Pirineus a l'Alta Cerdanya, sobretot de les que segueixen els vells camins ramaders.